# Dvojnice
Lo dvojnice, o vidalice, svirale, frula, diple, žveglica o dvgorla, a seconda delle zone, è uno strumento a fiato, ricavato da un unico blocco di legno, diffuso in più zone dei Balcani quali Croazia, Bosnia ed Erzegovina e Serbia; la zona in cui è più diffuso è la Serbia.
La Frula è uno strumento molto antico, di origine pastorale.
Esso viene spesso decorato con incisioni e decorazioni di vario genere.
Esso consiste in un doppio flauto, le cui canne vengono generalmente suonate contemporaneamente, con la parte destra dotata solitamente di quattro fori, dall'intonazione più alta, mentre quella sinistra di tre, con intonazione più bassa. 
Spesso, mentre viene suonato, viene inclinato leggermente verso destra, per far entrare più aria nella canna destra e far sì che il tono della melodia sia più alto e il suono della canna sinistra funga da accompagnamento.

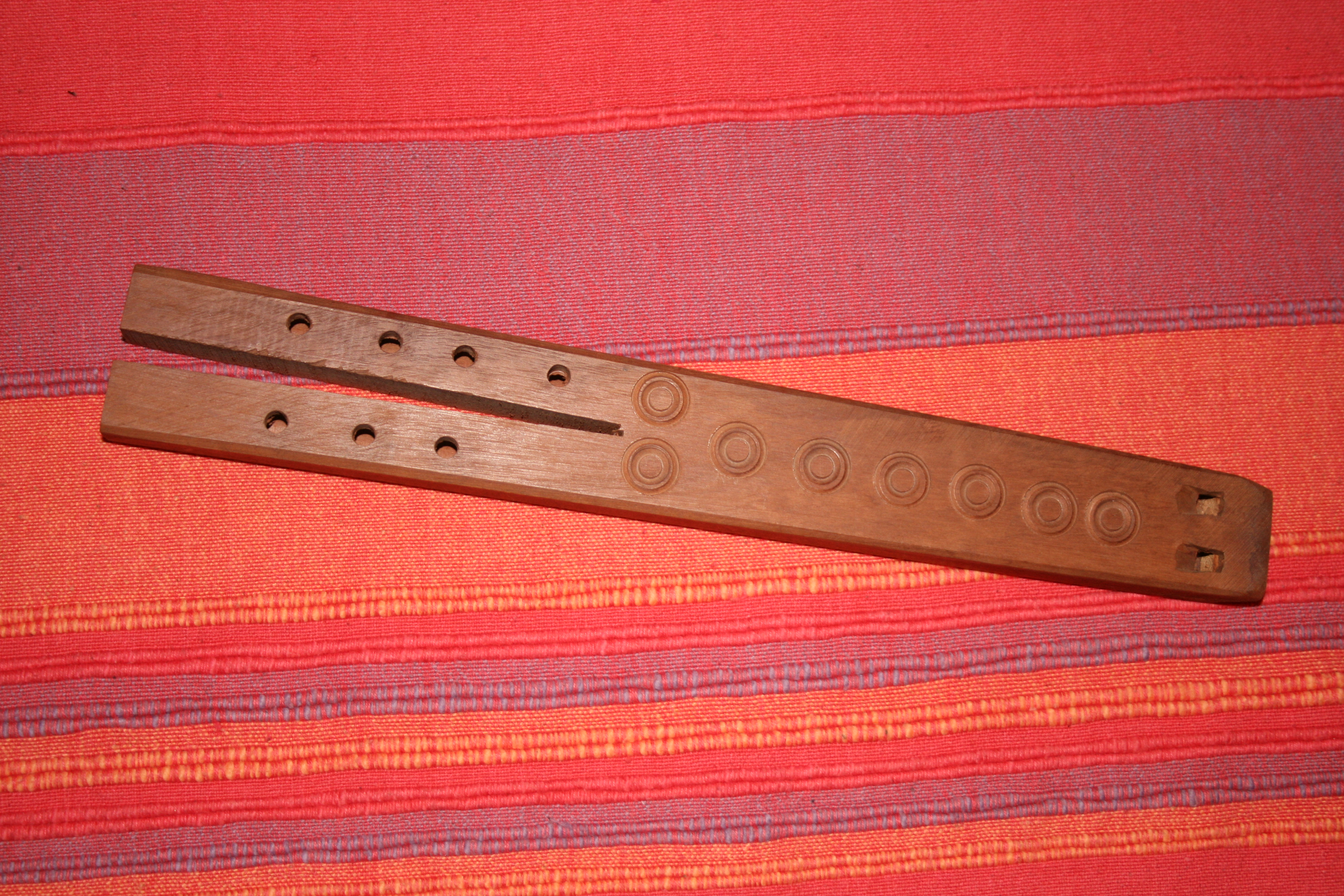

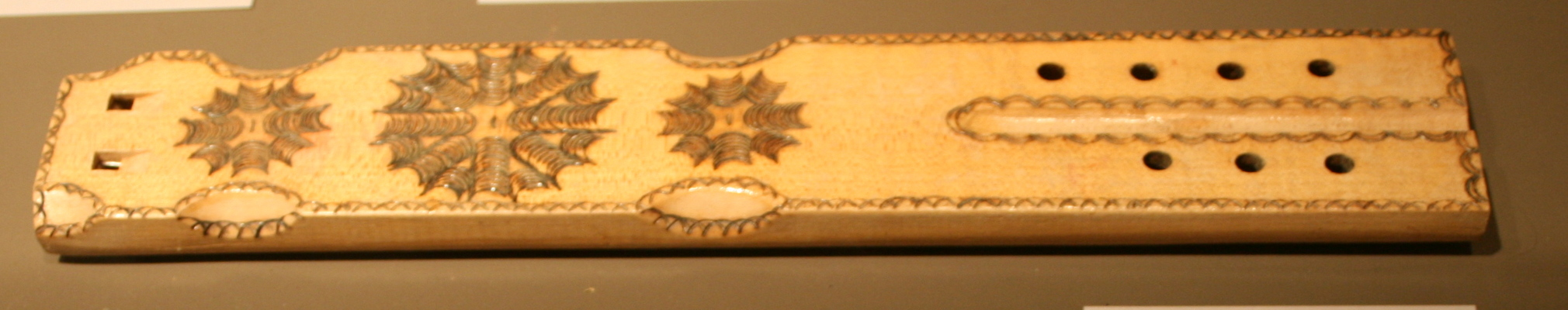